# Československý svaz mládeže
Československý svaz mládeže (zkratka ČSM) byla jednotná mládežnická organizace v Československu řízená KSČ, které v českých zemích předcházela organizace Svazu české mládeže. Svaz vznikl v roce 1949 sloučením čtyř mládežnických organizací. ČSM byl složkou Národní fronty a podléhal přímému řízení KSČ, přičemž ostatní mládežnické organizace byly zlikvidovány. Hlavním cílem svazu bylo ideologické působení na mládež a prosazování politiky vládnoucí komunistické strany. Jeho tiskovým orgánem se stalo nakladatelství Mladá fronta. V roce 1968 se ČSM rozpadl. V období normalizace byl svaz obnoven a přejmenován na Socialistický svaz mládeže (SSM).

## Dějiny
Přímým předchůdcem ČSM byly jednotné národní organizace mládeže zakládané postupně na národnostním principu na osvobozeném území Československa, které byly od počátku pod vlivem KSČ:
- Svaz mládeže Karpat (leden 1945),
- Zväz slovenskej mládeže (jaro 1945),
- Svaz české mládeže (po 9. květnu 1945) a
- Svaz polské mládeže (po podepsání československo-polské spojenecké smlouvy v roce 1947).

Hlavním předchůdcem ČSM byl Svaz české mládeže, jehož organizační struktura pod totalitním vedením KSČ vydržela jen jeden rok v letech 1948–1949, ale přesto posloužila komunistům jako odrazový můstek k dosažení vytčeného cíle vybudování jednotné mládežnické organizace pod dohledem KSČ, do které v roce 1949 sloučila všechny národní organizace československé mládeže – pod novým názvem Československý svaz mládeže (ČSM).

## Vznik
Ve dnech 23. – 24. dubna 1949 proběhla v pražském Radiopaláci ustavující konference, na které se čtyři národní mládežnické organizace sloučily v jednotný Československý svaz mládeže. Dětskou organizací ČSM se stal nejprve Junák, při kterém byly zakládány Pionýrské oddíly Junáka (POJ).
ČSM byl složkou Národní fronty a podléhal přímému řízení KSČ, přičemž ostatní mládežnické organizace byly zlikvidovány. Hlavním cílem svazu bylo ideologické působení na mládež a prosazování politiky vládnoucí strany, jeho tiskovým orgánem se stalo nakladatelství Mladá fronta. Na prvním sjezdu ČSM, který započal 7. června 1950 ve Vinohradské sokolovně v Praze, byl přijat organizační řád, kterým se všichni členové ČSM museli řídit a jehož součástí byl slib ve znění:
„Slibuji, že nejvyšším zájmem, který chci ve svém životě sledovati, je zájem lidově demokratické Československé republiky. Pro její rozvoj, obranu a socialistickou budoucnost chci usilovně pracovat a učit se a být republice i jejímu presidentu Klementu Gottwaldovi vždy věren. Budu vždy milovat Sovětský svaz, ochránce svobody, pokroku a míru, a stát pevně ve frontě pracujících celého světa v boji proti útlaku národů a proti imperialismu. Slibuji na svou čest, že jako věrný syn (věrná dcera) pracujícího lidu učiním vše k tomu, abych byl(a) členství v Československém svazu mládeže hoden (hodna).“
A. Faukner, J. Pechar: Jak je vybudován ČSM, 1952, s. 43-44 
V závěru sjezdu se konal v neděli 11. června 1950 na Václavském náměstí sjezdový průvod tzv. „modré armády”, která v průvodu nesla celou řadu portrétů Rudolfa Slánského, generálního tajemníka ÚV KSČ. II. sjezd ČSM už se konal v Sjezdovém paláci v Praze a to ve dnech 3. – 6. února 1955 za účasti 600členné delegace pionýrů. Na sjezdu vystoupil například Antonín Zápotocký, tajemník ÚV KSČ Miloš Jakeš, Emil Zátopek, spisovatel Pavel Kohout, generálplukovník Vladimír Janko, generálporučík Jan Zeman. ČSM také obdržel od sovětské delegace vlajku sovětského Komsomolu. Po ukončení sjezdových jednání se konal 6. února ve večerních hodinách ve Sjezdovém paláci maškarní ples (karneval), pořádaný Městským výborem ČSM v Praze a Parkem kultury a oddechu Julia Fučíka (PKOJF).

## Fungování svazu

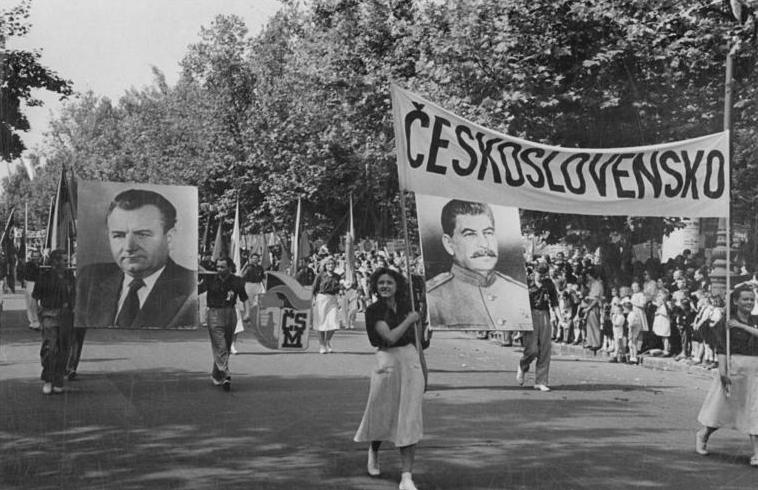
Československá delegace ČSM na II. Světovém festivalu mládeže a studentstva v Budapešti 1949 v uniformách

### Kroj ČSM
Všichni členové svazu, tedy svazáci měli kroj, který byl totožný s předchozím krojem Svazu české mládeže. Kroj se skládal z modré sportovní košile, na kapsičce byl umístěn znak Československého svazu mládeže. Součástí kroje byla kravata a baret, opatřený odznakem ČSM. Pro dívky byla doporučena modrá sukně, pro chlapce tmavé kalhoty. V létě mohli chlapci nosit manšestrové modré šortky.

### Organizace ČSM
Sídlo Československého svazu mládeže se nacházelo v Praze v budově na rohu Senovážného náměstí čp. 24. a to v moderní budově, ve které dříve sídlilo taktéž vedení bývalého Svazu české mládeže i Kuratoria pro výchovu mládeže v Čechách a na Moravě. Budovu zpočátku sdílelo s Jednotným svazem českých zemědělců.
Tiskovým orgánem byl deník Mladá fronta, který tisklo a vydávalo nakladatelství Mladá fronta, který ČSM taktéž převzal od bývalého Svazu české mládeže. V roce 1945 redakci (Praha II, Panská ulice 8) vedl šéfredaktor František Nečének, vedoucí redaktor Jan Buda, odpovědný redaktor Jaromír Hořec.

### Školské skupiny Československého svazu mládeže
Po přechodných předúnorových pokusech organizovat žáky na školách III. stupně v žákovských organizacích (ŽO) a školských skupinách (ŠS) podle Sovětského svazu vyšel po únoru 1948 ve „Věstníku ministerstva školství, věd a umění” řád žákovské organizace na školách III. stupně, podle něhož měl SČM (od r. 1949 ČSM) zakládat na všech školách III. stupně školské skupiny, přičemž docházelo k ustavení prozatímních školských skupin.
ŠKOLSKÁ SKUPINA ČSM NA OA K. FIŠARY V BRNĚ. Školská skupina na našem ústavě byla založena 12. března 1948. Do konce školního roku 1947-48 se nám podařilo přes velké překážky získati pro myšlenku ČSM 92 studentů. Po prázdninách dne 6. září 1948 na první schůzi byl vytvořen prozatímní výbor skupiny, který se ihned ujal své práce a do začátku si vytýčil za hlavní úkoly: provádění náboru do ČSM, organisační vybudování skupiny, zapojení do STM (Soutěž tvořivosti mládeže), pořádání pracovních brigád a sběr odpadků a styk s dělnickou mládeží...24. října 1948 se konala první valná hromada školské skupiny, na které byl zvolen 22členný výbor, který vyhlásil pracovní plán pro celou další činnost skupiny. Po celý školní rok se činnost skupiny vyvíjela v těsné spolupráci s okresním a krajským vedením ČSM...Mnozí členové pracovali po celý rok v okresním výboru, okresních a krajských komisích ČSM a osvědčili se jako výborní pracovníci. Ve dnech 13.—15. května 1949 proběhla na naší škole akce Mládež vede Brno. 
Roční zpráva české vyšší obchodní školy v Brně, 1949, s. 56
Školské skupiny ČSM měly získávat žáky k aktivní účasti na budování republiky, soustřeďovat nejpokrokovější a nejagilnější žáky k plnění programu ČSM (v r. 1948 ještě SČM), vést žákovskou organizaci (dříve žákovskou samosprávu), přičemž školská skupina měla pravomoc zbavit aktivního a pasivního volebního práva v žákovské organizaci takové žáky, kteří neměli kladný poměr k lidové demokracii a neplnili školní povinnosti. Školské skupiny ČSM organizovaly pracovní soutěže, výchovné kampaně, vzorné dny a týdny, doučování skupiny, zájmové kroužky, exkurze, návštěvy divadel, povinné tělesné práce žactva, spolupráci se závody a továrnami a působit při volbě povolání. Obdobnou spolupráci s žákovskou organizací vykonával na školách také Junák.
Ve školním roce 1949/50 byl školám uložen a na školách prováděn hromadný nábor do ČSM. Sjezdem v r. 1950 měl ČSM vstoupit „do nového, vyššího období svazácké práce”. Žákovské organizace byly rušeny a jejich činnost převzaly třídní výbory tvořené školními skupinami ČSM. Podle sovětského vzoru se měl nábor do ČSM provádět jednotlivě, obzvláště v první třídě z bývalých funkcionářů pionýrské organizace. Na základě vydaných směrnic ve Věstníku MŠVU z 20. ledna 1951 (ročník 7, 2. sešit) měla Školská skupina ČSM právo podávat řediteli návrhy na zlepšení práce školy a ředitel školy byl povinen tyto návrhy projednat na poradách učitelského sboru za účasti zástupce výboru školské skupiny. Školské skupiny prováděly také pravidelné týdenní prověrky (hodnocení vedoucích ŠS, posudky ke kázni a chování žáků).
Po uvedení ŠŘ (Školního řádu) doporučilo krajské vedení Svazu v Brně pravidelná třídní shromáždění týdně všem školám III. stupně v kraji, a to oběžníkem, který vydal Kroužek pro organisace mládeže při KPS (Krajská politická škola) v Brně dne 26. dubna 1951. Označuje v něm takové pravidelné hodnocení jako týdenní pracovní prověrku a určuje jeho cíl a postup. Prověrkou se má zajistit co nejlepší využití vyučovací doby (u profesorů i žáků), mají se jí odstraňovat závady, které brzdí práci ve škole, a „podepřít činnost ČSM v zaměření na pomoc škole”. 
Úkol školských skupin Československého svazu mládeže při plnění školního řádu na školách III. stupně 
Na základě vydaných směrnic organizovalo vedení ČSM na školách tzv. základní školení, která se od počátku školního roku 1950/51 nesla v duchu tzv. výchovného roku. K základnímu školení přibyly další ideové činnosti: zakládání politických kroužků, čtenářských kroužků, kulturních souborů a ve volném čase žáků to byly tzv. „drobné formy výchovné práce”. Činnost politických a čtenářských kroužků se odehrávala v menších skupinách, přičemž rozdělení žáků do kroužků „podle stupně jejich uvědomělosti” měl za úkol výbor ŠS: v čtenářském kroužku měli žáci ideové uvědomění teprve získávat, v politických kroužcích již prohlubovat. Kroužky čtenářské připravovaly členy ČSM především na akci plnění «Fučíkova odznaku» (od října 1949). K vedení politických kroužků pořádaly pro vyškolení kádrů okresní a krajské výbory KSČ na všech okresních a krajských politických školách KSČ čtrnáctidenní kurzy, vedení Svazu činnost politických kroužků řídilo a vydávalo pro ně osnovy i brožury.
ŠKOLSKÁ SKUPINA ČSM NA OA K. FIŠARY V BRNĚ. Vedle pravidelných referátů na členských schůzích uspořádali jsme dvakrát školení pro nové členy. 30 členů se zúčastnilo stálého školení krajské školské komise ČSM, 15 svazáků absolvovalo týdenní krajskou školu a 10týdenní okresní školu. Tím jsme získali dobrý kádr pracovníků pro vedení skupiny. Výchovná činnost se vyvíjela i v několika třídních diskusních kroužcích, kde se prolínala témata politická, hospodářská a kulturní, a potom hlavně v hodinách občanské výchovy, kde svazáci v jednotlivých třídách často zařazovali své referáty. Pro prázdninový běh krajské školy jsme vybrali 10 svazáků.
Roční zpráva české vyšší obchodní školy v Brně, 1949, s. 57

### Fučíkův odznak ČSM
Podle pokynů Ústředního výboru ČSM bylo v říjnu 1949 přikročeno k rozsáhlejšímu budování politických kroužků při základních organizacích ČSM, ve kterých mládežníci měli studovat daná politická témata. Další akcí ÚV ČSM bylo zavedení Fučíkova odznaku (na Slovensku Jilemnického odznaku) a čtenářských kroužků. K získání Fučíkova odznaku bylo třeba nastudovat:
- Tři politické knihy: Gottwald k mládeži; Ústava 9. května; Lenin, Stalin, Kalinin k mládeži;
- Povinná četba: Al. Jirásek: Proti všem;
- Z následujících titulů si dva vyvolit: J. Fučík: Reportáž psaná na oprátce; J. Fučík: V zemi, kde zítra již znamená včera; P. Jilemnický: Vítr se vrací; I. Olbracht: Anna Proletářka, M. Majerová: Siréna;
- Z knih básní si dvě vyvolit: J. Neruda: Zpěvy páteční; J. Wolker: Pracujícím; P. Bezruč: Slezské písně; S. K. Neumann: Výbor — A hrdý buď;
- Jeden román ze tří sovětských: A. Fadějev: Mladá garda; N. Ostrovskij: Jak se kalila ocel; B. Polevoj: Příběh opravdového člověka;
- Prostudovat dvě odborné knihy ze svého povolání.
- Zhlédnout 5 filmů: 3 sovětské, 2 československé nebo jiných států lidové demokracie.[13]

Co si prostudujeme, abychom získali Fučíkův odznak....Na Fučíkův odznak se budeme připravovat tím způsobem, že budeme ve skupinách ČSM zakládat čtenářské kroužky. Poněvadž k Fučíkovu odznaku se může přihlásit kdokoliv, svazák, nesvazák, mladý, starý, přivítáme v našich kroužcích všechny, kteří se budou chtít s námi učit. Knihy si opatříme buď v knihovnách, kde budou zakládány Fučíkovy koutky se všemi knihami, potřebnými pro odznak nebo si je navzájem půjčíme. Přihlásíte se tím způsobem, že na místní skupině nebo na okresním sekretariátě si vyzvedneme brožurku: Jak získám Fučíkův odznak, ve které je přihláška. Tuto vyplněnou odevzdáme na místní skupině ČSM nebo na okresním sekretariátě.
Jiskra: týdeník komunistické strany třebíčského kraje, 11.2.1950
Uchazeči o Fučíkův odznak byli před komisí ze znalostí přezkoušeni (rozhovor o knihách, co na čtenáře zapůsobilo, jaký je smysl knihy nebo filmu, jaká z toho plynou poučení). První zkoušky s předáváním odznaků proběhly 30. ledna 1950 v Hustopečích za účasti Gusty Fučíkové. Seznam literatury a pokyny k získání odznaku ÚV ČSM podle stranických požadavků upravoval. Poslední pokyny vydal ÚV SSM v roce 1977.

### ČSM po III. sjezdu (1958)
Na III. sjezdu, opět konaném ve Sjezdovém paláci v Praze, ve dnech 13. – 15. prosince 1958, odsouhlasili účastníci sjezdu nové stanovy, které zvýšily věkovou hranici pro přijetí na 15 let a přijaly zásadu, že při vstupu z Pionýrské organizace do ČSM je nutné doporučení skupinové rady Pionýrské organizace (PO). Podle nových stanov z roku 1958 se členem Československého svazu mládeže mohl stát každý občan ve věku od 15 do 26 let, který uznával stanovy ČSM. O přijetí rozhodla příslušná základní organizace, která mohla rovněž na základě žádosti členství prodloužit nad horní věkovou hranici.
Základem ČSM byly základní organizace ustanovované v rámci pracoviště, školy, vojenské jednotky a podobně. Všechny základní organizace na území okresu či města tvořily okresní nebo městskou organizaci, ty pak dále tvořily krajské organizace. Krajské organizace na Slovensku tvořily územní organizaci ČSM na Slovensku, všechny krajské organizace tvořily celostátní organizaci ČSM. Všechny orgány byly voleny zdola nahoru veřejným hlasováním, v rozhodování platil většinový princip.
Nejvyšším orgánem ČSM byl sjezd svolávaný jednou za čtyři roky, v období mezi sjezdy řídil činnost ústřední výbor. Na Slovensku navíc existoval Slovenský ústřední výbor ČSM, který každé dva roky svolával slovenský sjezd ČSM. Nejvyšším orgánem krajské organizace byla krajská konference a krajský výbor ČSM, obdobně tomu bylo pro okresní a městské organizace. Ve městech a velkých obcích mohl navíc existovat místní výbor ČSM. Základní organizace musela mít nejméně 5 členů. Nejvyšším orgánem základní organizace byla členská schůze konaná nejméně jednou měsíčně, účast na členských schůzích byla povinná. Činnost základní organizace řídil výbor, který volil ze svého středu předsedu. Členové se nazývali „svazáci“, nosili jednotné modré uniformy.
ČSM vytvářel a každodenně vedl Pionýrskou organizaci pro děti ve věku od 9 do 15 let. Ve stanovách bylo zakotveno přímé vedení Komunistickou stranou Československa a výchova mládeže v duchu komunismu.

### ČSM po IV. sjezdu (1963)
IV. sjezd ČSM se konal v Praze ve dnech 18. – 21. dubna 1963 a novým předsedou ÚV ČSM byl zvolen Miroslav Zavadil. V důsledku nrůstající porodnosti v poválečném období se v první polovině 60. let objevila ve společnosti silná generace dospívající mládeže. Komunistické vedení od nové generace, která již vyrůstala v nových společenských podmínkách, byla vychovávána ve školách podle sovětských vzorů a podle chruščovovských vizí měla už naplno nastoupit cestu komunismu. Tyto představy zcela zkrachovaly.
ČSM měl být masovou organizací sdružující všechny sociální skupiny, ve skutečnosti však již v polovině šedesátých let většinu členů tvořila studující mládež. Během šedesátých let zesílil v ČSM proud, který vyústil v kritiku přímého stranického vedení svazu, jakož i dogmatičnosti a striktní závaznosti marxisticko-leninské filosofie. Dostalo se mu podpory od publicistů a spisovatelů zejména na stránkách Literárních novin, Mladého světa, Studenta a fakultních časopisů jako byl například časopis Buchar na Fakultě strojního inženýrství Českého vysokého učení technického (FSIČVUT), v jehož redakci aktivně působili především Jiří Müller a Lubomír Holeček. Došlo také k založení nezávislé organizace Svazu vysokoškolského studentstva Čech a Moravy (SVS).
Na konci roku 1963 byly znovuobnoveny samostatné vysokoškolské obvody ČSM. V Praze byl vysokoškolský obvodní výbor (VOV) zřízen 30. listopadu 1963. Radikální studenti se dostávali do opozice svým nezávislým chováním na zavedených strukturách (např. organizování volební agitace do fakultních výborů ČSM, přejmenování výboru na Studentskou akademickou radu (STAR), zavedení oslovení „vážení kolegové” místo „soudruzi”, pořádání majálesů, prvomájová setkávání mladých lidí na Petříně u pomníku Karla Hynka Máchy, v dubnu 1964 článek Jiřího Müllera v časopise Buchar). Na I. celostátní vysokoškolské konferenci v Praze v prosinci 1965 se pražští radikálové dostali konfliktu s ministrem školství Jiřím Hájkem. Dokladem jistého uvolnění byl i nový vysokoškolský zákon z roku 1966. Od poloviny šedesátých umožnila liberalizovaná výjezdní politika československým studentům i cesty do západních zemí.
Už v roce 1966 nastolilo vedení KSČ proti liberalizovanému studentskému hnutí ostrý kurs, 22. prosince 1966 byl Jiří Müller za údajné sympatie s maoismem vyloučen předsednictvem Městského výboru (MV) ČSM ze svazácké organizace a 5. ledna 1967 musel nastoupit v mimořádném termínu vojenskou prezenční službu, za nesouhlas s jeho postihem byl potrestán i Lubomír Holeček. Na zasedání ÚV KSČ ve dnech 8. – 9. února 1967 bylo rozhodnuto o přímém stranickém řízení ČSM.

### ČSM po V. sjezdu (1967)
V duchu ostré upevňovací linie ÚV KSČ proběhl i V. sjezd ČSM, konaný ve dnech 6. – 9. června 1967. ÚV ČSM se k otázce navržených strukturálních změn vyjádřil ještě před jeho konáním, kdy jednotnou organizaci mládeže označil „za revoluční vymoženost naší společnosti” a též se postavil „proti všem návrhům vedoucím k narušení této jednoty”. Opozičnímu proudu se podařilo prosadit volný výklad stanov ve věci členství a organizační výstavby. Základními organizacemi se mohly stát kluby ČSM, členové si mohli vybrat svou základní organizaci, vznikaly neformální skupiny mimo dříve závazný územně výrobní princip. Rozjitřenou atmosféru ve Svazu podtrhly na podzim 1967 tzv. strahovské události, kdy bylo proti studentům brutálně zakročeno, přičemž ústřední výbor komunistické strany postup Veřejné bezpečnosti schválil a prohlásil, že „iniciátoři“ budou potrestáni. Na konci roku 1967 měl ČSM přibližně 900 000 členů.

### ČSM a Pražské jaro
Politické změny na jaře 1968 se nevyhnuly ani Československému svazu mládeže. Počátkem dubna se konalo zasedání ÚV KSČ, jehož nejdůležitějším dokumentem byl akční program KSČ, který vymezoval základní prvky nové politické linie. Rostla vnitřní kritika v ČSM, která prosazovala přeměnu svazu ve federaci nezávislých organizací. Na IV. plénu ÚV ČSM v březnu 1968 ovládli reformátoři pozice ve vedení a v mládežnickém tisku. Vzniklo 18 samostatných dětských a mládežnických organizací (jednou z nich byla Juvena – Svaz mládeže českomoravského venkova), což znamenalo faktický rozpad ČSM. Ve stanovách těchto organizací byl marxismus-leninismus nahrazen Deklarací lidských práv OSN, byla zdůrazněna jejich samostatnost a politická nezávislost, vztah ke KSČ byl vymezen jako partnerství a namísto třídního přístupu byl přijat přístup obecně humanistický.

## ČSM po invazi vojsk Varšavské smlouvy
Po invazi vojsk Varšavské smlouvy do Československa v srpnu 1968 se vývoj začal obracet. Na konci února 1969 se z iniciativy středočeského krajského výboru sešla v Příbrami konference ČSM. Delegáti z okresních organizací Příbram a Benešov, které nepřerušily činnost, a dalších základních organizací zvolili koordinační výbor ČSM. Dubnové a květnové zasedání ÚV KSČ podpořilo opětovné sjednocení mládežnických organizací. Usnesení předsednictva ÚV KSČ ze 17. 11. 1969 definitivně rozhodlo o obnově jednotné masové organizace mládeže.
Začaly vznikat nové základní, okresní a krajské organizace. Ve dnech 24. – 25. dubna 1970 proběhla republiková konference na Slovensku, 16. – 17. října v České republice a konečně 9. – 11. listopadu se ve sjezdovém paláci Parku kultury a oddechu Julia Fučíka v Praze sešla celostátní ustavující konference. Devět set přítomných delegátů ustavilo obnovenou jednotnou organizaci pod pozměněným názvem Socialistický svaz mládeže (SSM) a přijalo základní dokumenty – Programové prohlášení, Stanovy SSM a Programové a organizační zásady Pionýrské organizace SSM. Svaz opět podléhal řízení KSČ a byl obdobou bývalého ČSM. Nezávislé organizace byly zlikvidovány.